# Spodnja Hrušica
Spodnja Hrušica je bila nekdaj vas vzhodno od Ljubljane.
Spodnja Hrušica je kot samostojno naselje obstajala do leta 1982, ko je bila priključena Ljubljani. Spadala je v tedanjo občino Ljubljana Moste-Polje, zdaj pa v četrtno skupnost Golovec. Ob popisu leta 1981 je naselje štelo 356 prebivalcev.
V Spodnji Hrušici je leta 1884 začela delovati osnovna šola. Ob ustanovitvi so šolo obiskovali otroci iz Spodnje in Zgornje Hrušice, iz Bizovika, Fužin in iz Štepanje vasi. V Spodnji Hrušici sta bili nekdaj tudi pošta in policijska postaja.